# 薩佩斯維爾 (堪薩斯州)
薩佩斯維爾（英語：Suppesville）是位於美國堪薩斯州索姆奈縣的一個非建制地區。

## 地理
薩佩斯維爾所處的海拔為高於海平面447米（即1467英呎），而該地所採用的時區為UTC-6，即北美中部時區（CST）。同時該地設有夏令時間，為UTC-6調快一小時，即UTC-5（CDT）。